# Llista de presidents de Tunísia

Escut nacional de Tunísia.

Des de la proclamació de la república a Tunísia l'any 1957, el país ha tingut sis presidents, dos d'ells, interins.
L'any 1957, Muhammad VIII al-Amin, primer rei de Tunísia independent, va ser enderrocat pel seu primer ministre Habib Burguiba, qui es va convertir en el primer President del país.
L'any 1987 Burguiba va ser deposat pel seu primer ministre Zine El Abidine Ben Ali, qui va assumir la presidència. A principis de 2011, Ben Ali va fugir de Tunísia davant les protestes que es van estendre pel país.
Mohamed Ghannouchi, primer ministre de Ben Ali, va assumir breument la presidència fins que el Consell Constitucional va designar per a aquest lloc a Fouad Mebazaa, president del Parlament.
El 23 d'octubre del 2011 es van celebrar eleccions per triar l'Assemblea Constituent que havia de redactar una nova Carta Magna per al país. El 10 de desembre, l'Assemblea va aprovar una Constitució provisional i el 12 es va votar un nou President de la República. El triat va ser Moncef Marzouki, qui va prendre possessió del càrrec l'endemà.
El 22 de desembre de 2014 es van celebrar noves eleccions lliures resultat com a guanyador el laic Béji Caïd Essebsi, que va prendre possessió el 31 de desembre de 2014.

## Presidents de la República de Tunísia (1957-present)
| Imatge                  | Nom                         | Inici del govern       | Fi del govern          |
| ----------------------- | --------------------------- | ---------------------- | ---------------------- |
| Habib Bourguiba         | Habib Bourguiba             | 25 de juliol de 1957   | 7 de novembre de 1987  |
| Zine El Abidine Ben Ali | Zine El Abidine Ben Ali     | 7 de novembre de 1987  | 14 de gener de 2011    |
| Mohamed Ghannouchi      | Mohamed Ghannouchi (Interí) | 14 de gener de 2011    | 15 de gener de 2011    |
| Fouad Mebazaa           | Fouad Mebazaa (Provisional) | 15 de gener de 2011    | 13 de desembre de 2011 |
| Moncef Marzouki         | Moncef Marzouki             | 13 de desembre de 2011 | 31 de desembre de 2014 |
| Beji Caid Essebsi       | Beji Caid Essebsi           | 31 de desembre de 2014 | 25 de juliol de 2019   |
| Mohamed Ennaceur        | Mohamed Ennaceur (Interí)   | 25 de juliol de 2019   | 23 d'octubre de 2019   |
| Kaïs Saïed              | Kaïs Saïed                  | 23 d'octubre de 2019   |                        |